# A Barbanza
A Barbanza és una comarca de Galícia situada a la costa occidental de la província de la Corunya.

## Geografia
Ocupa la zona meridional de la península d'A Barbanza. Limita amb la comarca de Noia i la comarca d'O Sar al nord, i amb la ria d'Arousa al sud.

## Municipis
En formen part els municipis de:
- Boiro
- A Pobra do Caramiñal
- Rianxo
- Ribeira